# Handball League Playout 2022
Das Quickline Handball League Playout 2022 war das Playout der Handball League 2021/22. Es war das 7. Playout der Handball League, der höchsten Spielklasse des Handballs der Männer in der Schweiz. Der RTV 1879 Basel gewann gegen den CS Chênois Genève mit 3 zu 0 Siegen. Basel sicherte sich den Ligaerhalt und blieb kommende Saison in der Handball League 2022/23, während Genf in die  Nationalliga B (Handball) 2022/23 abstieg.
| RTV 1879 Basel |

| CS Chênois Genève |

## Modus
Das Playout wurde im Best-of-Five-Modus ausgetragen. Der Zweitletzte spielte gegen den Letzten der Hauptrunde.

## Übersicht
|  | 9  | RTV 1879 Basel    | 25 | 26 | 29 |  |  |
|  | 10 | CS Chênois Genève | 14 | 21 | 25 |  |  |

## Spiele
Übersicht
| Donnerstag, 21. April 2022 19:30 Uhr | RTV 1879 Basel          | 25 : 14      | CS Chênois Genève        | Rankhof, Basel Zuschauer: 600 Schiedsrichter: Boshkoski & Stalder |
| Donnerstag, 21. April 2022 19:30 Uhr | meiste Tore: Spende (9) | (13 : 8)     | meiste Tore: Chardon (4) | Rankhof, Basel Zuschauer: 600 Schiedsrichter: Boshkoski & Stalder |
| Donnerstag, 21. April 2022 19:30 Uhr | Strafen: 2× 3×          | Spielbericht | Strafen: 1× 2×           | Rankhof, Basel Zuschauer: 600 Schiedsrichter: Boshkoski & Stalder |

| Sonntag, 24. April 2022 16:00 Uhr | CS Chênois Genève          | 21 : 26      | RTV 1879 Basel           | Sous-Moulin, Genf Zuschauer: 620 Schiedsrichter: Hennig & Meier |
| Sonntag, 24. April 2022 16:00 Uhr | meiste Tore: Malfondet (5) | (7 : 11)     | meiste Tore: Spende (14) | Sous-Moulin, Genf Zuschauer: 620 Schiedsrichter: Hennig & Meier |
| Sonntag, 24. April 2022 16:00 Uhr |                            | Spielbericht | Strafen: 2× 4× 1×        | Sous-Moulin, Genf Zuschauer: 620 Schiedsrichter: Hennig & Meier |

- Oliver Mauron (RTV) erhielt nach 27:57 min Spielzeit nach einem überharten Foul die Blaue Karte. Er wurde mit einer Sperre von einem Spiel und einer Geldstrafe im dreistelligen Bereich bestraft. Der RTV legte keinen Rekurs gegen das Urteil ein.[4]

| Donnerstag, 28. April 2022 19:30 Uhr | RTV 1879 Basel          | 29 : 25      | CS Chênois Genève        | Rankhof, Basel Zuschauer: 600 Schiedsrichter: Keiser & Rottmeier |
| Donnerstag, 28. April 2022 19:30 Uhr | meiste Tore: Lopez (10) | (12 : 12)    | meiste Tore: Chardon (6) | Rankhof, Basel Zuschauer: 600 Schiedsrichter: Keiser & Rottmeier |
| Donnerstag, 28. April 2022 19:30 Uhr | Strafen: 2× 4×          | Spielbericht | Strafen: 1×              | Rankhof, Basel Zuschauer: 600 Schiedsrichter: Keiser & Rottmeier |

- Pedro Martinez Ayres (Genf) erhielt nach 8:13 min Spielzeit die Rote Karte.